# Ахмед Абдулраб
Ахмед Саеед Салем Абдулраб (араб. أحمد سعيد عبد الرب, нар. 27 квітня 1994, Ємен) — єменський футболіст, який грає на позиції півзахисника в клубі «Аль-Вехда» (Аден) та національній збірній Ємену.

## Клубна кар'єра
Ахмед Абдулраб розпочав виступи на футбольних полях у 2011 році в складі команди вищого дивізіону Ємена «Аль-Тіляль» з Адена у 2011 році. У 2018 році він перейшов до складу іншої команди вищого єменського дивізіону «Аль-Вехда» з Адена, в якій грає нерегулярно через триваючу громадянську війну в Ємені.

## Виступи за збірну
У 2016 році Ахмед Абдулраб дебютував у складі національної збірної Ємену. У 2019 році Абдулраб у складі збірної брав участь у Кубку Азії в ОАЕ. На кінець 2020 року зіграв у складі національної збірної 14 матчів, в яких забитими м'ячами не відзначився.